# Calamus paucijugus
Calamus paucijugus är en enhjärtbladig växtart som beskrevs av Odoardo Beccari och Karel Heyne. Calamus paucijugus ingår i släktet Calamus och familjen Arecaceae. Inga underarter finns listade i Catalogue of Life.